# 张玄靓
涼沖王張玄靚（350年—363年），字元安，十六國時期前涼君主，為張重華之子，張曜靈之弟。張玄靚年幼繼位，前涼國政先後在張瓘、宋混、宋澄、張邕及張天錫手中掌握，期間政變頻仍，張玄靚最終亦因張天錫政變而被殺。

## 生平
張玄靚於和平元年（354年）獲張祚封為涼武侯。和平二年（355年），張祚被殺，張玄靚被宋混、張琚推為大將軍、涼州牧、護羌校尉、西平公，恢復年號為建興四十三年。不久，河州刺史張瓘返都城姑臧（今甘肅武威），張玄靚再被推為涼王，政事決於張瓘。次年（356年）前秦派使者閻負、梁殊前來，要勸說前涼臣服於前秦，張瓘恐懼，於是勸導張玄靚向前秦稱藩，而前秦亦以張玄靚所稱的官爵授命。
張玄靚繼位後，前涼國內先後有李儼、衞綝和馬基等人反叛，張瓘擊敗了衞綝並討平馬基。其時張瓘、張琚兄弟賞罰都依從自己愛惡，無視綱紀，又不聽諫言，故並不得人心。可是他們自以勢力強大，且有功勳，所以有篡位的意圖，然而就忌憚忠心剛直的宋混。建興四十七年（359年），張瓘徵集了數萬兵並會聚於姑臧，想要消滅宋混兄弟，宋混及宋澄知道後就率領壯士楊和等四十多騎到南城，並向各個兵營宣稱張瓘謀反，太后下令誅除他，很快就召集到二千多人。隨後宋混率眾與張瓘決戰，張瓘兵敗，其部眾都背棄張瓘，向宋混投降，張瓘兄弟於是自殺。事後宋混代替張瓘掌政，張玄靚為宋混所建議去涼王稱號，改稱涼州牧。建興四十九年（361年），宋混去世，張玄靚順從宋混遺言而讓宋澄掌政，不過右司馬張邕不滿宋澄專政，同年即起兵攻滅宋澄，並誅殺宋氏一族。張玄靚隨後又改讓張邕與叔父張天錫共同掌政。可是，張邕自恃功勳大而行事驕縱，濫用刑法，更與馬太后私通，樹立黨羽，很不得人心，張天錫就是再次發動政變，張邕兵敗自殺，其黨眾皆被張天錫誅殺。張玄靚遂以張天錫一人掌政。十二月，張天錫讓張玄靚改奉當時東晉的升平年號，稱升平五年。晉廷則授張玄靚大都督隴右諸軍事、護羌校尉、涼州刺史，西平公。
升平七年（363年），馬太后去世，張玄靚以其母郭夫人為太妃，而郭夫人因不滿張天錫專政而與張欽圖謀發動政變，可是圖謀外泄，張欽等人都被張天錫殺害。張天錫隨後便發動政變，派兵入宮殺死張玄靚，向外宣稱張玄靚暴斃，享年十四歲。

## 陵墓
張玄靚被下葬平陵。張天錫諡為沖王。東晉孝武帝司馬曜賜諡號敬悼公。

## 家族列表

### 父母
- 父亲 張重華
- 母亲  郭夫人